# Hydriomena shasta
Hydriomena shasta är en fjärilsart som beskrevs av Barnes och Mcdunnough 1917. Hydriomena shasta ingår i släktet Hydriomena och familjen mätare. Inga underarter finns listade i Catalogue of Life.